# Джек Лоуренс
Джек Лоуренс (англ. Jacob Louis Schwartz; 7 квітня 1912, Бруклін, Нью Йорк — 16 березня 2009, Реддінг, Коннектікут) — американський автор пісень, поет-пісняр та композитор. Був включений до «Зали слави піснярів» у 1975 році.

## Біографія

### Ранні роки життя
Джек Лоуренс народився 7 квітня 1912 року в Брукліні, Нью Йорк в бідній родині ортодоксальних євреїв. Був третім з чотирьох синів. Його батьки Берні Шварц (Barney Schwartz) та Фанні Голдман Шварц (Fanny Goldman Schwartz) емігрували з України, з міста Біла Церква, до Сполучених Штатів у 1904 році.
Лоуренс почав писати пісні ще в дитинстві, але через тиск з боку батьків змушений був здобути медичну освіту. Він закінчив середню школу імені Томаса Джефферсона (Thomas Jefferson High School) та поступив до першого Інституту Подології (New York College of Podiatric Medicine), де отримав ступінь доктора медицини у 1932 році. Того ж року, була видана його перша пісня «Play, Fiddle, Play», яка здобула широку популярність, що дозволило Лоуренсу стати членом американської спілки композиторів, авторів пісень та видавців (ASCAP) у віці 20 років. Після такого успіху Лоуренс не вагаючись вирішив робити музичну кар'єру, ніж кар'єру лікаря подолога.

### Кар'єра
Наприкінці 1930-х років Лоуренс разом з іншими авторами хітових пісень створили гастролюючий ансамбль «Парад піснярів» (Songwriters on Parade) та об'їздили все східне узбережжя виступаючи в різноманітних театрах у жанрі водевілю.
У 1939 році його пісня «If I Didn't Care» виконана гуртом «The Ink Spots» принесла їм шалену популярність і величезні прибутки. Було продано 19 мільйонів копій цього сингла.
Також у 1939 році Лоуренс співпрацював з Френком Сінатра, який на той час був у складі біг-бенда Гері Джеймза. Сінатра записав сингл «All or Nothing at All», але після реліза пісня погано продавалась та залишилась майже непомітною. І лише після того як Сінатра змінив студію у 1943 році та заключив сольний контракт з «Columbia Records», перевидання «All or Nothing at All» стало успішним і з цього сингла розпочалась сольна кар'єра співака.
У 1940 році одну з пісень Лоуренса «Yes, My Darling Daughter» виконала Діна Шор на радіо програмі Едді Кантора, ця пісня стала одним з найперших хітів Шор та дозволила їй розпочати подальшу успішну сольну кар'єру.
Під час Другої світової війни служив на тренувальній базі (Sheepshead Bay Maritime Service Training Station) торговельного флоту США, розташованій у одному з районів південного Брукліна (Sheepshead Bay, Brooklyn). Саме там, у званні лейтенанта, він написав пісню «Heave Ho! My Lads, Heave Ho!», яка стала офіційною піснею-візитівкою торговельного флоту.
Наприкінці 1946 року, Лоурес видає пісню «Linda», записану на студії «Columbia Records», виконавцем якої був Бадді Кларк (Buddy Clark). Цю пісню Лоуренс написав ще під час своєї служби у період Другої світової війни. І присвятив її, тоді ще п'ятирічній, доньці свого юриста Лі Істмена. Цю дівчинку звали Лінда Істман, яка в майбутньому стала дружиною Пола Маккартні. Після релізу у 1947 році пісня «Linda» потрапила до чартів Білборду, а в підсумку у щорічному заліку посіла 4 місце серед найбільш продаваних пісень цього року.
Лоуренс також співпрацював з різними композиторами. У 1946 році Лоуренс написав слова до музики Волтера Гроса (Walter Gross), створивши пісню «Tenderly», яку у 1947 році заспівала Сара Вон. Пізніше у 1952 році цю пісню переспівала Розмарі Клуні (Rosemary Clooney). Крім цього у 1946 році Лоуренс переклав з французької та адаптував пісню «Beyond the Sea» яку заспівав Боббі Дарін (Bobby Darin), в оригіналі це була пісня «La Mer». Він також переклав пісню «The Poor People of Paris» з репертуару французької співачки Едіт Піаф «La Goualante de Pauvre Jean».
У 1953 році разом з Річардом Мейерсом (Richard Myers), написав пісню «Hold My Hand», яка прозвучала у фільмі 1954 року «Тут спала Сюзана» (Susan Slept Here) і отримала номінацію на премію «Оскар» за найкращу пісню до фільму.
Лоуренс написав дві пісні до повнометражних мультфільмів кінокомпанії «Дісней». Разом з композитором Френком Черчиллем створив пісню «Never Smile at a Crocodile» для мультфільму «Пітер Пен» (1953), а також разом з Семмі Файном — «Once Upon a Dream» для мультфільму «Спляча красуня» (1959).

#### Робота на Бродвеї
- «Follow Thru» (1929) мюзикл; актор, роль «хлопця в клубі».
- «Courtin' Time» (1951) мюзикл; співкомпозитор та співавтор текстів з Доном Волкером (Don Walker).
- «Ziegfeld Follies of 1957» (1957) ревю; текстяр «Bring on the Girls» та «Music for Madame».
- «Maybe Tuesday» (1958) п'є́са; співпродюсер.
- «I Had a Ball» (1964) мюзикл; співкомпозитор та співавтор текстів.
- «Lena Horne: „The Lady and Her Music“» (1981) концерт; співпродюсер.
- «Come Back to the 5 & Dime Jimmy Dean, Jimmy Dean» (1982) п'є́са; співпродюсер.
- «The Golden Age» (1984) п'є́са; власник театру Джека Лоуренса (Jack Lawrence Theatre). (Колишній Playhouse Theatre).[7]
- «Quilters» (1984) мюзикл; власник театру Джека Лоуренса (Jack Lawrence Theatre).
- «So Long on Lonely Street» (1986) п'є́са; власник театру Джека Лоуренса (Jack Lawrence Theatre).

### Особисте життя
Лоуренс був геєм і навіть оголосив про це публічно наприкінці свого життя. Його багаторічним партнером був Волтер Девід Мейден (Walter David Myden). Мейден народився у селищі Куперстаун штат Нью-Йорк у 1915 році в єврейській родині. Його батьки, як і батьки Лоуренса, були емігрантами з Російської імперії. Лоуренс познайомився з Мейденом під час своєї служби у торговельному флоті США в період Другої світової війни. Пізніше Мейден працював психологом та соціальним робітником в громадській раді Лос-Анджелеса. Його дипломна робота в Університеті Каліфорнії в Лос-Анджелесі була опублікована у 1957 році, її тема була пов'язана з рисами характеру людей з творчою особистістю, а саме композиторів.
У 1968 році Лоуренс і Мейден зробили вагому пожертву у тодішній павіліон американського дизайну та мистецтва Музея Ізраїлю в Єрусалимі. Їхній внесок був висвітлений в інтерв'ю, яке вони дали виданню «The New York Times», з інтерв'ю стало зрозуміло, що вони пара, яка живе разом та спільно робить пожертви. На той час, до Стоунволлські бунтів, визнати себе парою було незвичним і сміливим вчиноком.
Мейден раптово помер внаслідок інфаркту 21 травня 1975 року у Лос-Анджелесі. У своїй автобіографії Лоуренс зазначає, що під час скорботи за Мейденом він був здивований і розчулений тим, як тепло до нього ставилась традиційна ортодоксальна єврейська родина, яка вкрай рідко визнавала його гомосексуальність і наявність особистих довготривалих стосунків зі своїм партнером.
У 1979 році, Лоуренс офіційно визнав Річарда «Ріка» Дебнема, як свого сина та спадкоємці, через те, що не міг з ним офіційно скласти шлюбну угоду.

### Смерть
Лоуренс помер 16 березня 2009, у віці 96 років, після невдалого падіння у своєму будинку в Реддінгу, штату Коннектікут.